# Grammy Latino para Melhor Performance Urbana
O Grammy Latino de Melhor Performance Urbana é uma das categorias apresentadas no Grammy Latino, um prêmio estabelecido em 2000 e entregue pela Academia Latina da Gravação para as melhores produções da indústria fonográfica latino-americana de determinado ano. As várias categorias são apresentadas anualmente pela National Academy of Recording Arts and Sciences dos Estados Unidos. De acordo com as definições das categorias regulamentadas pela Academia Latina da Gravação, a categoria é dedicada a premiar "álbuns que contenham 51% ou mais de seu tempo total de gravações novas (material que não havia sido lançado anteriormente) e cujo ritmo, melodia e interpretação sejam de caráter urbano". A organização define como "música urbana" gêneros musicais como "rap, reggaeton, hip hop, R&B, funk brasileiro, trap e dancehall."
A categoria foi introduzida em 2013, quando o rapper porto-riquenho Pitbull foi premiado pela canção "Echa Pa'lla (Manos Pa'rriba)", sendo este seu único prêmio na categoria deste então. Os cantores espanhóis Enrique Iglesias e Rosalía são os maiores vencedores da categoria, acumulando dois prêmios vencidos cada um, sendo que, em 2018, Rosalía tornou-se a primeira artista feminina a vencer o prêmio por sua canção "Malamente" e voltou a reprisar a conquista em 2020 com a canção "Yo x Ti, Tú x Mí". Por outro lado, Bad Bunny e J Balvin são os nomes mais frequentes na categoria com um total de seis indicações cada um. A cantora carioca Anitta e o cantor e drag queen brasileira Pabllo Vittar foram os únicos artistas brasileiros mencionados na categoria até então, sendo Anitta indicada em 2016 e 2018 e Pabllo Vittar em 2018 ambos pela música "Sua Cara" com grupo estadunidense Major Lazer. 

## Vencedores
| Ano  | Vencedor(es)     | Obra                           | Indicados | Ref.   |
| ---- | ---------------- | ------------------------------ | --- | ------ |

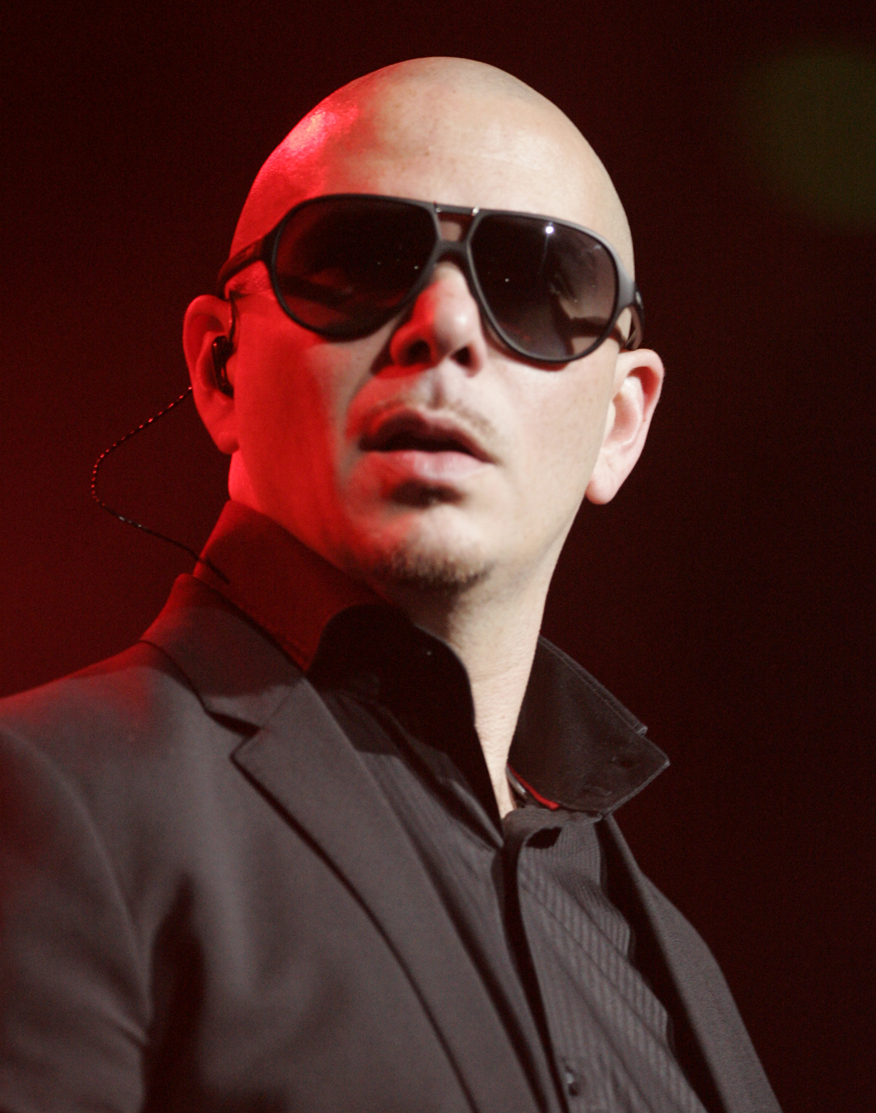
O rapper Pitbull foi o primeiro vencedor da categoria, em 2013.

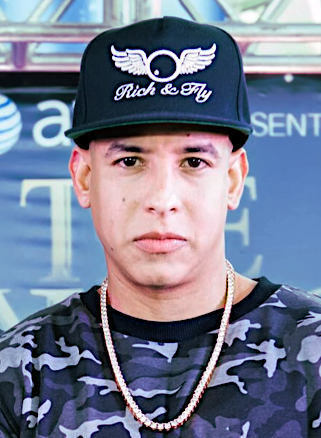
Daddy Yankee, vencedor da categoria em 2017 e indicado em 2015, 2018, 2019 e 2020.

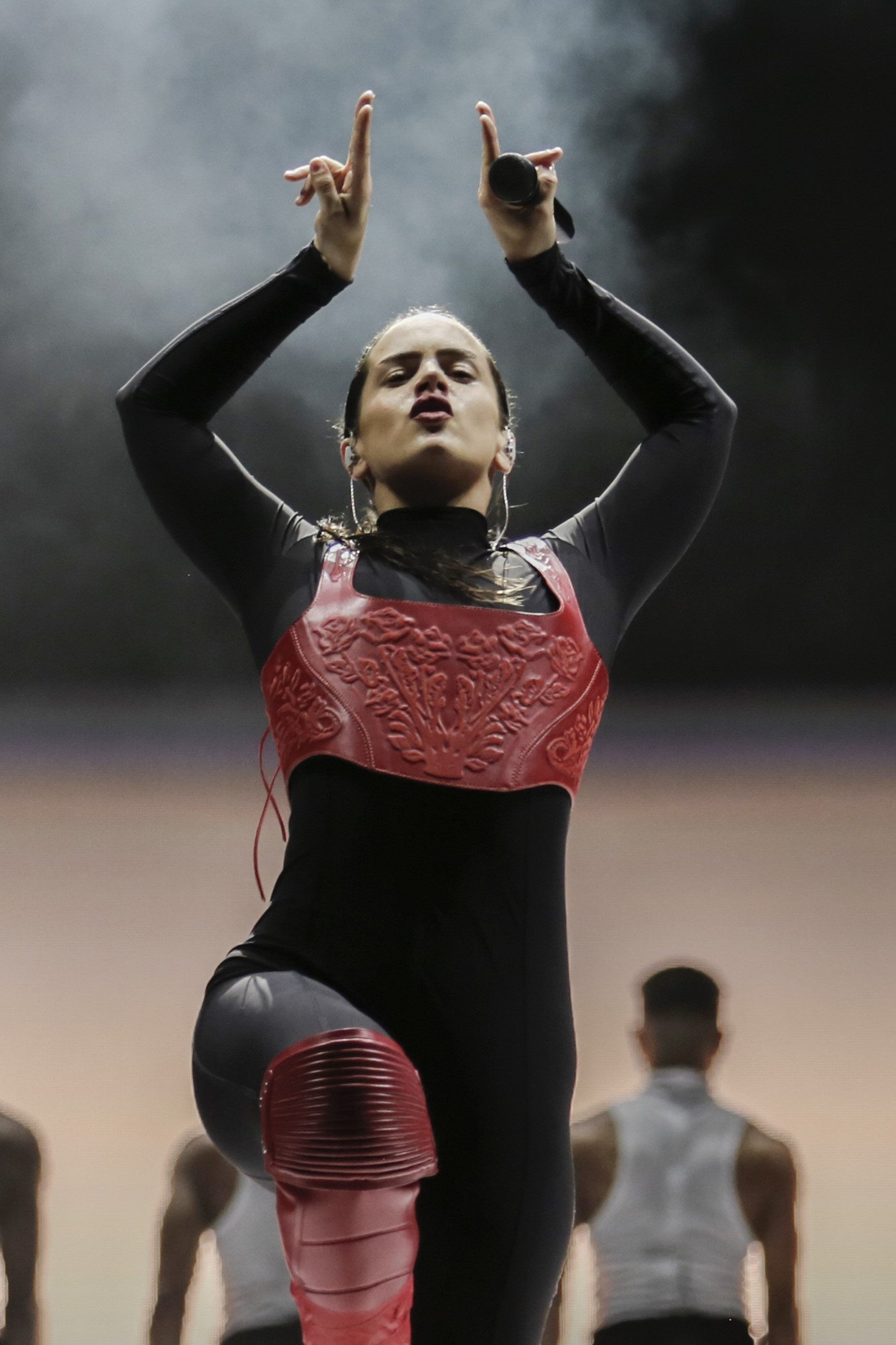
Com "Malamente", Rosalía tornou-se a primeira artista feminina a vencer a categoria em 2018.

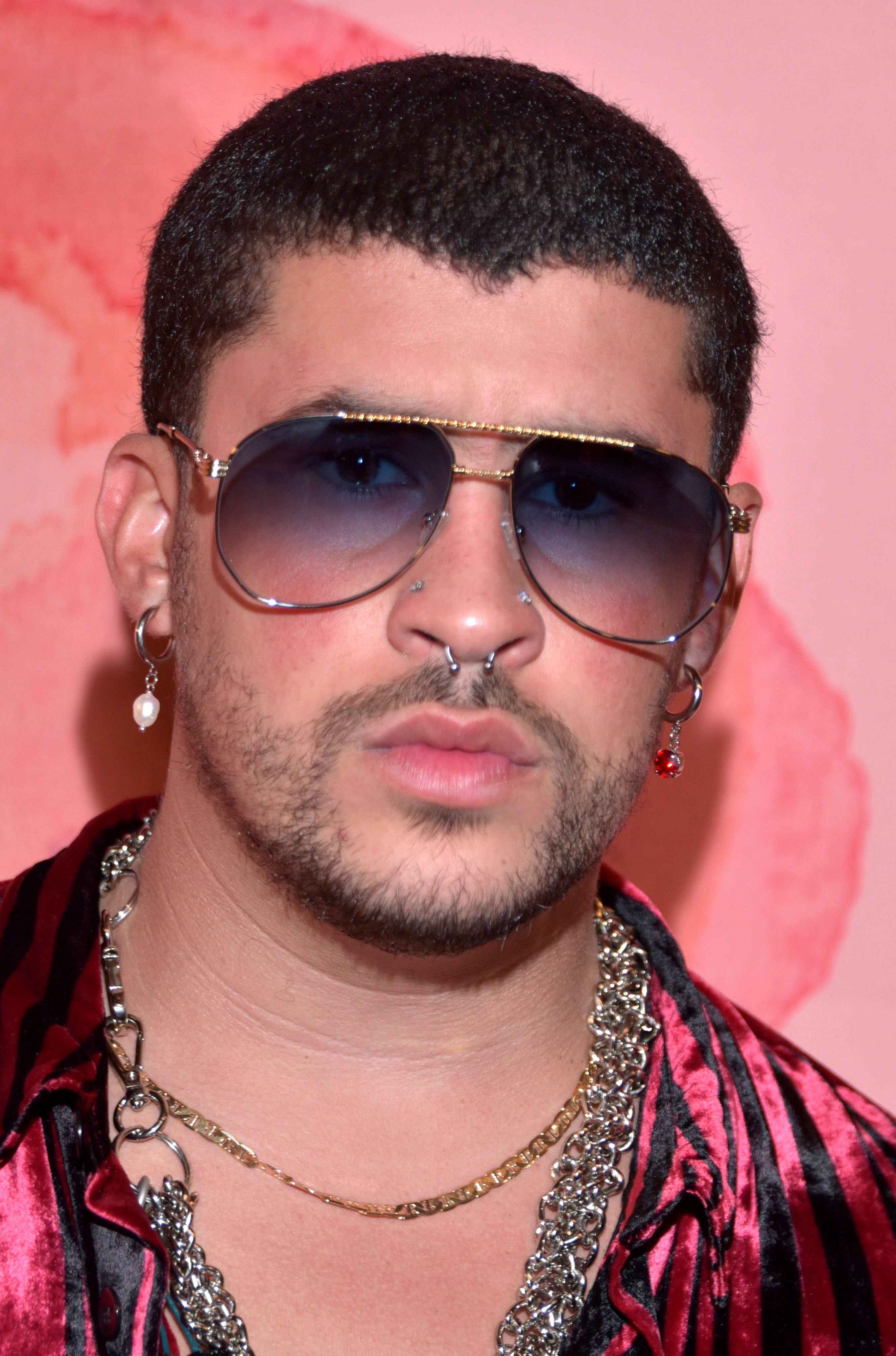
Bad Bunny, vencedor em 2022 e indicado em outras cinco edições, sendo o artista mais nomeado à categoria.

| 2013 | Pitbull          | "Echa Pa'lla (Manos Pa'rriba)" | - Alexis & Fido — "Rompe la Cintura" - Elvis Crespo featuring Fito Blanko — "Pegaíto Suavecito" - Illya Kuryaki and the Valderramas — "Amor" - Mala Rodríguez — "Quien Manda"                                       | [ 4 ]  |
| 2013 | Papayo           | "Echa Pa'lla (Manos Pa'rriba)" | - Alexis & Fido — "Rompe la Cintura" - Elvis Crespo featuring Fito Blanko — "Pegaíto Suavecito" - Illya Kuryaki and the Valderramas — "Amor" - Mala Rodríguez — "Quien Manda"                                       | [ 4 ]  |
| 2014 | Enrique Iglesias | "Bailando"                     | - J Balvin e Farruko — "6 AM" - Calle 13 — "Adentro" - Don Omar — "Pura Vida" - Wisin — "Que Viva la Vida" | [ 5 ]  |
| 2015 | Nicky Jam        | "El perdón"                    | - Alexis & Fido — "A Ti Te Encanta" - Alkilados, J Alvarez, El Roockie e Nicky Jam — "Una Cita (Remix)" - J Balvin — "Ay Vamos" - Maluma — "El Tiki" - Yandel — "Calentura" - Daddy Yankee — "Sígueme y Te Sigo"    | [ 6 ]  |
| 2015 | Enrique Iglesias | "El perdón"                    | - Alexis & Fido — "A Ti Te Encanta" - Alkilados, J Alvarez, El Roockie e Nicky Jam — "Una Cita (Remix)" - J Balvin — "Ay Vamos" - Maluma — "El Tiki" - Yandel — "Calentura" - Daddy Yankee — "Sígueme y Te Sigo"    | [ 6 ]  |
| 2016 | Yandel           | "Encantadora"                  | - Alexis & Fido — "Una En Un Millón" - El Dusty e Happy Colors — "Cumbia Anthem" - Jacob Forever — "Hasta Que Se Seque El Malecon" - DJ Tubarão, MC Maneirinho e Anitta — "Pra Todas Elas"                          | [ 7 ]  |
| 2017 | Luis Fonsi       | "Despacito (Remix)"            | - J Balvin e Bad Bunny — "Si Tu Novio Te Deja Solo" - Nicky Jam — "El Amante" - Residente — "Dagombas en Tamale" - Shakira e Maluma — "Chantaje"                                                                    | [ 8 ]  |
| 2017 | Daddy Yankee     | "Despacito (Remix)"            | - J Balvin e Bad Bunny — "Si Tu Novio Te Deja Solo" - Nicky Jam — "El Amante" - Residente — "Dagombas en Tamale" - Shakira e Maluma — "Chantaje"                                                                    | [ 8 ]  |
| 2018 | Rosalía          | "Malamente"                    | - J Balvin, Willy William e Beyoncé — "Mi Gente (Remix)" - Bomba Estéreo — "Internacionales" - Daddy Yankee e Orquesta Sinfónica de Puerto Rico — "Yo Contra Ti" - Major Lazer, Anitta e Pabllo Vittar — "Sua Cara" | [ 9 ]  |
| 2019 | Pedro Capó       | "Calma (Remix)"                | - Bad Bunny — "Tenemos Que Hablar" - ChocQuibtown, Zion & Lennox, Farruko e Manuel Turizo — "Pa' Olvidarte" - Daddy Yankee e Snow — "Con Calma" - Sech e Darell — "Otro Trago"                                      | [ 10 ] |
| 2019 | Farruko          | "Calma (Remix)"                | - Bad Bunny — "Tenemos Que Hablar" - ChocQuibtown, Zion & Lennox, Farruko e Manuel Turizo — "Pa' Olvidarte" - Daddy Yankee e Snow — "Con Calma" - Sech e Darell — "Otro Trago"                                      | [ 10 ] |
| 2020 | Rosalía          | "Yo x Ti, Tu x Mi"             | - Anuel AA, Daddy Yankee, Karol G, Ozuna e J Balvin — "China" - Bad Bunny, Duki e Pablo Chill-E — "Hablamos Mañana" - J Balvin — "Azul" - Ricky Martin, Residente e Bad Bunny — "Cántalo"                           | [ 11 ] |
| 2020 | Ozuna            | "Yo x Ti, Tu x Mi"             | - Anuel AA, Daddy Yankee, Karol G, Ozuna e J Balvin — "China" - Bad Bunny, Duki e Pablo Chill-E — "Hablamos Mañana" - J Balvin — "Azul" - Ricky Martin, Residente e Bad Bunny — "Cántalo"                           | [ 11 ] |
| 2021 | Rauw Alejandro   | "Tattoo (Remix)"               | - Alcover, Juan Magán e Don Omar – "El Amor es una Moda" - Bizarrap e Nathy Peluso – "Nathy Peluso: Bzrp Music Sessions Vol. 36" - Major Lazer e Guaynaa – "Diplomatico" - Maluma e The Weeknd – "Hawái (Remix)"    | [ 12 ] |
| 2021 | Camilo           | "Tattoo (Remix)"               | - Alcover, Juan Magán e Don Omar – "El Amor es una Moda" - Bizarrap e Nathy Peluso – "Nathy Peluso: Bzrp Music Sessions Vol. 36" - Major Lazer e Guaynaa – "Diplomatico" - Maluma e The Weeknd – "Hawái (Remix)"    | [ 12 ] |
| 2022 | Bad Bunny        | "Tití me preguntó"             | - Christina Aguilera, Nicki Nicole, Becky G e Nathy Peluso – "Pa Mis Muchachas" - Christina Aguilera e Ozuna – "Santo" - Bad Bunny e Aventura – "Volví" - Residente e Ibeyi – "This is Not America"                 | [ 13 ] |
| 2023 | Karol G          | "TQG"                          | - Arcángel e Bad Bunny – "La Jumpa" - Maria Becerra – "Ojalá" - Bizarrap e Quevedo – "Quevedo: Bzrp Music Sessions, Vol. 52" - Yandel e Feid – "Yandel 150"                                                         | [ 14 ] |
| 2023 | Shakira          | "TQG"                          | - Arcángel e Bad Bunny – "La Jumpa" - Maria Becerra – "Ojalá" - Bizarrap e Quevedo – "Quevedo: Bzrp Music Sessions, Vol. 52" - Yandel e Feid – "Yandel 150"                                                         | [ 14 ] |